# نبقيات
النبقيات رتبة نباتية من طائفة ثنائيات الفلقة. تضم ثلاث فصائل هي النبقية والكرمية وفصيلة (باللاتينية: Leeaceae).